# Programma di cucina
Un programma di cucina (in inglese cooking show) è un genere di programma televisivo dove si preparano dei piatti all'interno di studi televisivi allestiti come cucine vere e proprie.
Nel mondo televisivo esistono molteplici programmi appartenenti a questo genere tv che hanno il compito di insegnare al pubblico come preparare del cibo in casa, mentre altri vedono sfidarsi più cuochi o aspiranti tali all'interno di vere e proprie gare d'intrattenimento per il pubblico, affiancandosi così di conseguenza al genere dei reality o dei talent show.